# Зурберг
Зурберг (нем. Surberg) — община в Германии, в земле Бавария.
Подчиняется административному округу Верхняя Бавария. Входит в состав района Траунштайн. Население составляет 3161 человек (на 31 декабря 2010 года). Занимает площадь 23,74 км².